# Финно-угорское общество

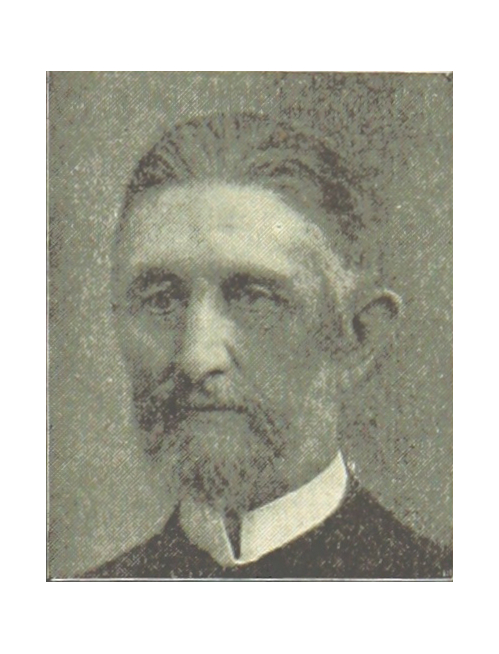
Отто Доннер

Финно-угорское общество (ФУО; фин. Suomalais-Ugrilainen Seura) — одно из крупнейших научных обществ Финляндии. Основано в 1883 в городе Гельсингфорсе (ныне Хельсинки) по инициативе учёных Отто Доннера (с 1893 года — президент ФУО), И. Аспелина, А. Алквиста, собирателя карело-финского эпоса «Калевала» Э. Лённрота, поэта С. Топелиуса и других представителей финской интеллигенции. 
Основная цель общества — развитие знаний о финно-угорских народах (изучение их языков, истории, культуры, быта). С начала деятельности основное внимание ФУО было сосредоточено на организации научных экспедиций. На полевые и архивные работы в места расселения финно-угорских народов направлялись экспедиции и отдельные учёные. До революции 1917 года многие исследователи уральских языков и культур (А. Гейкель, Х. Паасонен, У. Сирелиус, Э. Сетяля, У. Харва, Ю. Вихман, А. Каннисто, К. Карьялайнен, Т. Лехтисало, Л. Кеттунен и другие) во время экспедиций в Российской империи собрали большой материал. Значительный вклад в изучение культуры мордовского народа внесли также А. Хамялайнен, А. Вяйсянен. В собирании этнографических коллекций участвовали М. Е. Евсевьев, А. А. Шахматов и др. Н. П. Барсов в 1881 году послал в ФУО собранные им мордовские песни, в 1892 — карту расселения мордвы в Пензенской губернии и сборник мордовских топонимов. Шахматов подарил словарь, содержащий 1 300 мордовских слов; позже в журнале ФУО была опубликована записанная им легенда о происхождении мокши и эрзи. С 1886 издавался журнал, 1890 — тр. ФУО, с 1901 — сборник «Финно-угорские исследования», в которых на финском, немецком и французском языках печатались научные работы по финно-угроведению (уралистике). В 1-м номере журнала были помещены мокшанская песня о царе Тюште, записанная и переведенная на французский язык В. Н. Майновым, статья Гейкеля о мордовской избе (на финском языке), сведения о расселении мордвы и её численности, приложение к карте расселения финно-угорских народов, составленное Доннером (1885).

## Деятельность в настоящее время
С конца 20 века ФУО издаёт сер. «Aikakauskirja»/«Journal» («Журнал», вышло 92 тома), «Toimituksia»/«Proceedings» («Публикации», вышло 262 выпуска), «Lexica» («Лексика», 33 выпуска, в том числе из нескольких частей), «Kansatieteellisiä julkaisuja»/«Ethnographical Publications» («Этнографические издания», 19 выпусков), «Apuneuvoja suomalais-ugrilaisten kielten opintoja varten» /«Study Aids for Finno-Ugrian Languages» («Материалы для обучающих финно-угорским языкам»). 
«Kansatieteellisiä julkaisuja» («Этнографические издания»), «Apuneuvoja suomalais-ugrilaisten kielten opintoja varten» («Материалы для обучения финно-угорским языкам»). Совместно с Университетом г. Хельсинки Общество издает серии  («Публикации Кастренианума»).
Совместно с кафедрами Хельсинкского университета выпускает «Uralica Helsingiensia» и «Castrenianumin toimitteita»/ «Castrenianumin toimitteita» («Публикации Кастренианума»), поддерживает издание ежегодника «Finnisch-Ugrische Forschungen» («Финно-угорские исследования»). ФУО выделяет стипендии и средства для проведения научных исследований и сбора материалов; ежегодно организует в среднем 9 собраний с докладами, посвященными различным аспектам его деятельности. С 2000 насчитывает около 800 членов (постоянных, почётных и иностранных). Председатель — профессор Улла-Майя Форсберг, секретарь — лиценциат философии Р. Грюнталь.